# Xavier Navarròt

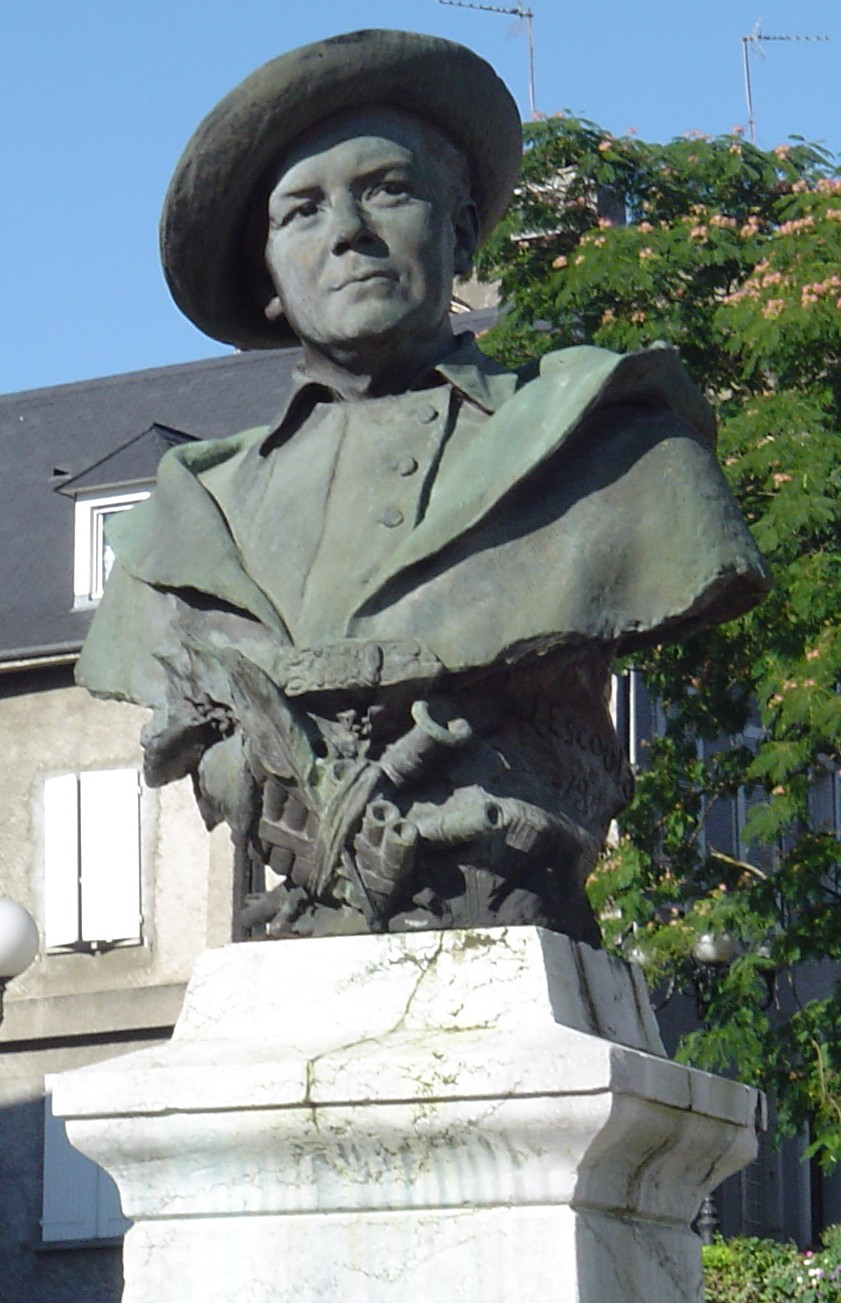
Busto de bronce de Navarròt, Oloron-Sainte-Marie.

Xavier Navarròt (en francés: Xavier Navarrot; cerca de Oloron-Sainte-Marie, 1782 – 1862) fue un poeta bearnés de lengua occitana.

## Vida[2]
Nació en una familia adinerada y así pudo estudiar y diplomarse en derecho y medicina en París. Luego se volvió a Bearne para vivir de sus rentas y dedicarse, entre otras cosas, a escribir versos en occitano-bearnés con, a menudo, un fuerte tono humorístico y republicano.
Algunos de sus textos han sido puestos en música por el cantante francés de origen bearnés Marcel Amont.

### Ediciones de Xavier Navarrot
- Navarrot, Xavier. Estrées Béarnéses en ta l'an 1820. Pau : Vignancourt, 1820.
- Navarrot, Xavier. Dialogue entré Moussu Matheü, l'Electou, y Jean de Mingequannas, lou Bouhèmi. Pau, 1838.
- Navarrot, Xavier. Nouvelles étrennes béarnaises pour l'année 1847. Pau : Véronèse, 1846.
- Navarrot, Xavier. A Messieurs les jurés. Pau : Thonnet, 1850.
- Lespy, Vastin. Chansons de Xavier Navarrot. Pau : Véronèse, 1868.
- Camelat, Miquèu. Obres. Samatan : Éditorial Occitan, 1924.